# 阿尔维尼亚克
阿尔维尼亚克（法語：Alvignac，法語發音：[alviɲak]）是法国洛特省的一个市镇，属于古尔东区。

## 地理
阿尔维尼亚克（44°49'37"N, 1°41'34"E）面积13.05 平方千米，位于法国奧克西塔尼大區洛特省，该省份为法国西南部内陆省份，北起顺时针与科雷兹省、康塔爾省、阿韦龙省、塔恩-加龙省、洛特-加龍省和多尔多涅省接壤。
与阿尔维尼亚克接壤的市镇（或旧市镇、城区）包括：米耶尔、蒙瓦朗、里尼亚克、罗卡马杜尔、泰格拉。

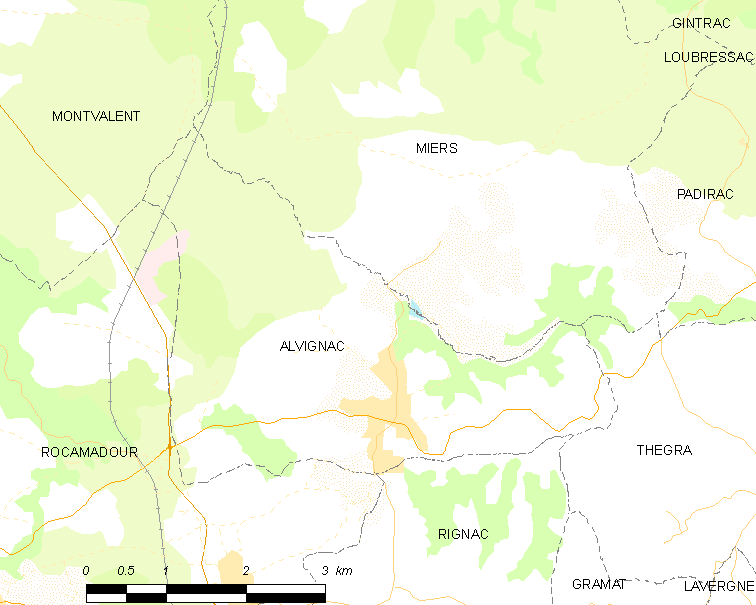
阿尔维尼亚克的OSM定位图

阿尔维尼亚克的时区为UTC+01:00、UTC+02:00（夏令时）。

## 行政
阿尔维尼亚克的邮政编码为46500，INSEE市镇编码为46003。

## 政治
阿尔维尼亚克所属的省级选区为格拉马县。

## 人口

1962-2008年间阿尔维尼亚克人口变化图示

阿尔维尼亚克于2022年1月1日时的人口数量为694人。